# Primera Guerra Cimarrón
La Primera Guerra Cimarrón fue un conflicto armado entre los cimarrones jamaicanos y el gobierno de la colonia del Imperio británico de Jamaica, ocurrida a principios del siglo XVIII y que llegó a su punto culminante en 1731.

## Contexto histórico y causas

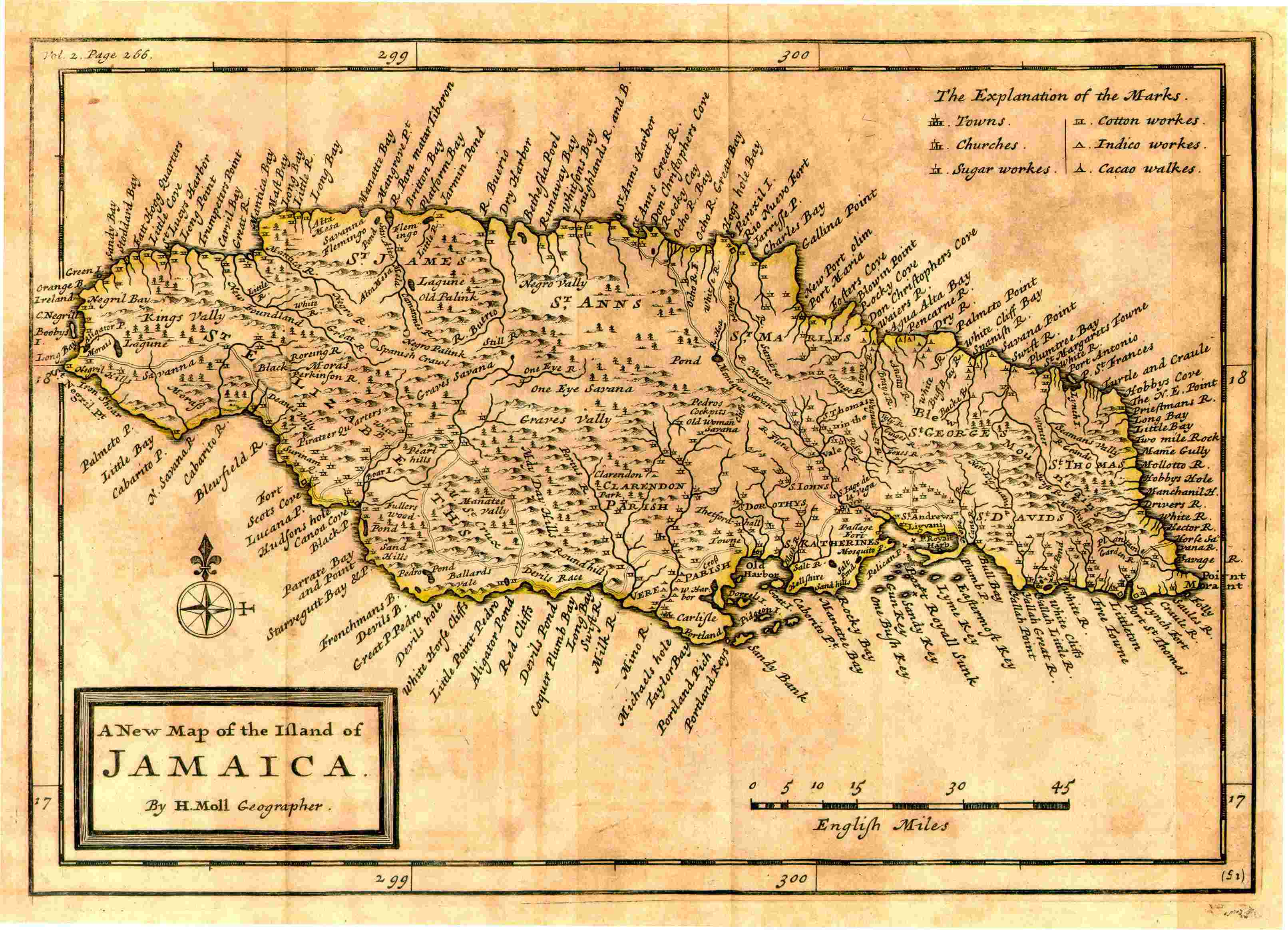
Mapa de Jamaica de 1717

El 1655 los ingleses invadieron la Jamaica española, estableciendo la colonia de Jamaica. Los afrojamaicanos esclavos de los españoles se mezclaron con la población amerindia (y con otros afroamericanos que se habían escapado previamente de la esclavitud) y huyeron al centro montañoso de Jamaica para formar la comunidad cimarrona de Windward (barlovento). Esta zona es la que se conoce con el nombre de Cockpit Country. Las fuerzas británicas no pudieron controlar toda la isla, sino que una parte importante quedó en manos de los cimarrones. Durante sesenta y seis años, hubo luchas periódicas entre los británicos y los cimarrones, además de algunas revueltas esporádicas de esclavos. En 1673 hubo una revuelta de esclavos en la Parroquia de St. Ann en la que 200 esclavos crearon el grupo de cimarrones de Leeward. Estos se unieron con un grupo de malgaches que habían sobrevivido al naufragio de un barco esclavista y formaron su propia comunidad cimarrón en la Parroquia de St. George. Los cimarrones del grupo de Leeward (sotavento) protagonizaron muchas más rebeliones contra los británicos. Hay que destacar la Revuelta de la Plantación de Sutton de 1690 en la que 400 esclavos los fortalecieron. En septiembre de 1728 los británicos enviaron más tropas a Jamaica y esto provocó un cambio de la balanza de poder entre ellos y los cimarrones de Windward (barlovento).
Los cimarrones de Leeward (sotavento) vivían en cuevas y barrancos profundos que eran muy fáciles de defender incluso contra tropas que tenían un poder militar superior. La guerra de guerrilla y el uso de exploradores que hacían señales con instrumentos musicales (cuerno de vaca, que se utilizaba como una trompeta) para advertir sus aliados de que se acercaban los soldados británicos permitieron que los cimarrones los evadieran y frustraran y derrotaran a las fuerzas de un Imperio.

## Consecuencias: el Tratado
Entre 1739 y el 1740 el gobierno colonial de Jamaica reconoció que no podían derrotar a los cimarrones y por eso acordaron un tratado de paz. Los cimarrones podían permanecer en sus cinco poblaciones principales (Accompong, Trelawnyu Town, Moore Town, Scott's Pass y Nanny Town, donde vivirían gobernados bajo sus propios líderes, supervisados por un cargo británico.
A cambio, los cimarrones estuvieron de acuerdo en no ayudar los esclavos fugitivos que huían de las plantaciones británicas. Esta última cláusula causó una división entre los cimarrones y el resto de afrojamaicanos a pesar de que todavía hubo runaways (esclavos fugitivos) que huyeron a los asentamientos cimarrones.
Otra provisión de este acuerdo fue que los cimarrones tendrían que colaborar a proteger la isla de la posible invasión o ataques de otras fuerzas coloniales europeas, puesto que los británicos los consideraban guerreros valiosos.
El cimarrón responsable del acuerdo con los británicos fue el líder de los cimarrones de Leeward, Cudjoe, un personaje que había luchado bravamente a favor de la independencia de su pueblo pero que cada vez estaba más desilusionado. Cudjoe creía que la única esperanza para su pueblo era una paz honorable con el enemigo, que era lo mismo que pensaban los británicos. El Tratado de 1739 se tiene que entender en este contexto. 
Un año más tarde, los cimarrones de Windward más belicosos, y también los de Trelawny Town (en la actual parroquia de Trelawny), estuvieron de acuerdo con firmar el tratado debido a la presión de los jamaicanos blancos y de los cimarrones de Leeward, a pesar de que nunca estuvieron del todo de acuerdo. Este descontento con el tratado hizo que posteriormente ocurriera la Segunda Guerra Cimarrón.